# Later with Jools Holland (álbum)
Later with Jools Holland es un DVD de la cantante y compositora Björk lanzado en Región 1 el 14 de noviembre de 2006.
El DVD contiene siete actuaciones diferentes grabadas en el programa de televisión de la BBC en Reino Unido Later... with Jools Holland desde el 1995 al 2001.
Las canciones que incluyen son los sencillos «Hyper-ballad», «Venus as a boy», «Possibly maybe», «Bachelorette», «Hunter», «Jóga» y «So broken» —este último aparece en la edición española y japonesa de Homogenic. Aunque se menciona que contiene un remix inédito en directo junto a D'Influence de «Aeroplane», en el DVD no está incluido.[cita requerida]

## Lista de temas
| Later with joose Holland |                  |          |  |
| N.º                      | Título           | Duración |  |
| 1.                       | «Hyper-ballad»   |          |  |
| 2.                       | «Venus as a boy» |          |  |
| 3.                       | «Possibly maybe» |          |  |
| 4.                       | «Bachelorette»   |          |  |
| 5.                       | «Hunter»         |          |  |
| 6.                       | «Jóga»           |          |  |
| 7.                       | «So broken»      |          |  |